# Postcard Records
Postcard Records est un label indépendant écossais, fondé en 1979 à Glasgow par Alan Horne. En deux ans, le label édita treize singles et un seul album, mais eut une influence majeure sur le rock indépendant écossais.

## Histoire

### Les débuts
Le label a été fondé en 1979 afin d'éditer les disques du jeune groupe écossais Orange Juice, dont Alan Horne était le manager. Horne, qui signa un contrat de distribution avec le label indépendant londonien Rough Trade, ne voulait pas viser uniquement le hit parade des labels indépendants et pensait qu'il était possible pour un petit label de province d'atteindre le classement des meilleures ventes, le UK Singles Chart, sans le soutien d'une major. Pour étoffer son catalogue, il recruta Aztec Camera, originaires de Glasgow, le groupe d'Édimbourg Josef K, ainsi que les Go-Betweens, australiens alors installés en Écosse. Les disques du label portaient la mention The Sound of Young Scotland, inspirée du slogan The Sound of Young America de la Motown.

### Principaux succès
Le label eut une existence brève et réalisa uniquement des 45 tours, à l'exception du premier album de Josef K. Les singles des artistes Postcard atteignirent régulièrement les premières places des charts indie, sans toutefois entrer dans le classement des meilleures ventes nationales. Orange Juice rencontra le succès, notamment grâce à son second single, Blue Boy, vendu à près de 20 000 exemplaires en 1981, et à Poor Old Soul, qui fut classé au UK Singles Chart, mais n'atteignit que la 80e place.
Postcard souffrit de la concurrence des majors, qui, attirées par la nouvelle scène de Glasgow, envoyèrent des recruteurs afin de signer des groupes locaux, comme Altered Images. Leur chanteuse Clare Grogan reconnaît que l'intérêt des majors les a détournés de la scène indépendante : « Dès que nous nous sommes rendu compte que des labels comme EMI ou Columbia étaient intéressés, il n'était plus question que nous signions chez Postcard. » (« As soon as we realised EMI and Columbia were interested in us there was no way we were going to go to Postcard. »).

### L'après Postcard
Alan Horne fut recruté par London Records en 1981, ce qui entraîna la fin de Postcard. Le premier 33 tours d'Orange Juice, You Can't Hide Your Love Forever, sortit chez Polydor. Aztec Camera poursuivit sa carrière chez Rough Trade. Paul Haig, de Josef K, entama une carrière solo sur le label bruxellois, les disques du crépuscule, tandis que Malcolm Ross, le guitariste du groupe, enregistrera ensuite avec Orange Juice et Aztec Camera. Horne réactiva son label en 1992, notamment afin de rééditer les premiers enregistrements d'Orange Juice au format CD, réunis sur les compilations The Heather’s on Fire et Ostrich Churchyard.

## Héritage
Les disques du label Postcard sont considérés comme l'une des influences des groupes indie pop écossais du milieu des années 1980, tels les Pastels et Shop Assistants, et de groupes plus récents comme Camera Obscura ou Franz Ferdinand. Alex Kapranos, Stuart Murdoch de Belle and Sebastian, ou encore Gerry Love de Teenage Fanclub, reconnaissent cette influence au niveau du son, mais aussi de l'attitude : « Ils représentaient le caractère do it yourself, le fait de ne plus se sentir obligé de descendre à Londres pour faire carrière, parce que Glasgow était assez grande pour se représenter toute seule. » (« It was the whole DIY ethos, the fact that you didn't have to go to London and that Glasgow was strong enough to represent itself. »).